# Blake Wesley

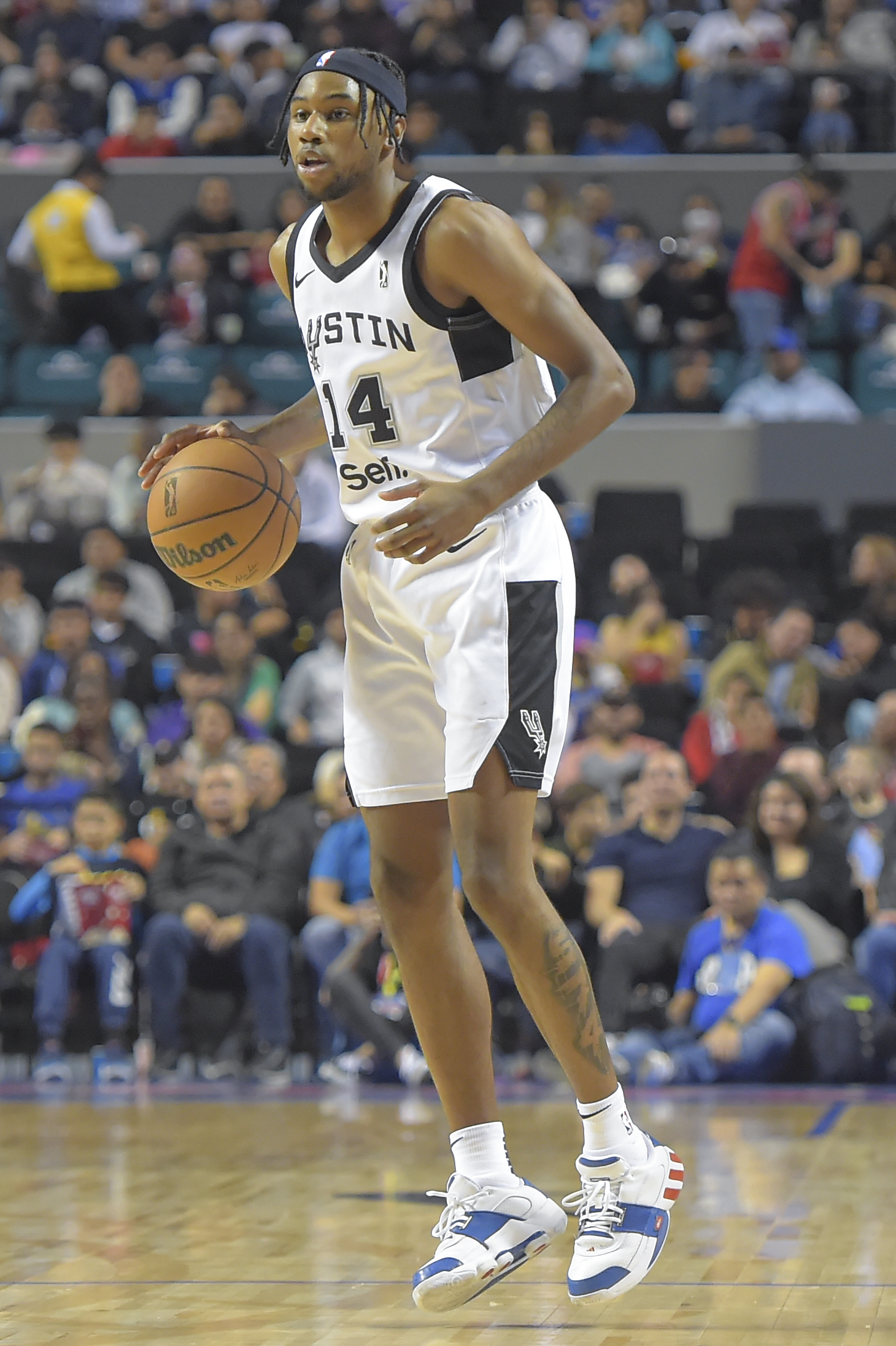
Blake Wesley, 2022.

Blake Carrington Wesley, född 16 mars 2003 i South Bend i Indiana, är en amerikansk professionell basketspelare (PG/SG) som spelar för Portland Trail Blazers i National Basketball Association (NBA). Han har tidigare spelat för San Antonio Spurs.
Wesley draftades av San Antonio Spurs i första rundan i 2022 års draft som 25:e spelare totalt.
Innan han blev proffs studerade Wesley vid University of Notre Dame och spelade för universitetets idrottsförening Notre Dame Fighting Irish.